# TAIDE
可信任人工智慧對話引擎（英語：Trustworthy AI Dialog Engine，简称TAIDE），是由中華民國國科會主導的生成式AI計畫，於2023年6月14日首次推出模型。

## 概要
TAIDE模型的訓練素材具有臺灣本土特色，涵蓋了政府與民間多元領域的資料。
這些素材包括大量通用文本，如中央社、光華雜誌、公共電視、各部會公開資料、法規資料庫及國家文化記憶庫等，以及字辭典資料，如臺灣語料庫和各領域常用字辭典，還有來自民間出版社提供的文本。
在算力方面，先期已建置9臺共72片最新的NVIDIA H100晶片運算資源，並整合國家高速網路與計算中心的超級電腦「臺灣杉二號」。
此外，TAIDE團隊還與產學研夥伴合作，將TAIDE模型應用於農業知識檢索系統「神農TAIDE」及中小學生台語教學等七個領域，推動多元應用發展。

## 背景
自ChatGPT於2022年底問世後，中國百度宣布推出中文版聊天機器人文心一言，引發了台灣對開發自身繁體中文大語言模型的廣泛討論。

萬幼筠指出，AI聊天機器人的一大特徵是其「文化侵略性質極強」，而李育杰則表示：
「以台灣目前的民主化程度來看，抖音尚且無法被禁止，更何況是文心一言。如果台灣的年輕人如同使用抖音般廣泛使用文心一言，這將會帶來嚴重問題。」
為了減緩中國科技業日益增長的影響力，並在台灣新興的人工智慧生態系統中穩固地位，中華民國政府計劃至2026年編列約新臺幣174億元（約5.56億美元）用於發展相關專業知識和技術。
此外，中華民國政府還投入約新臺幣2億元（約740萬美元）開發TAIDE，這是一種語言模型，旨在協助企業、銀行、醫院及政府部門執行如撰寫電子郵件和會議摘要等工作任務，並期望藉此工具減少中國的政治影響。
在這樣的危機感驅使下，李育杰迅速提出開發台灣LLM的研究計劃。國科會主委吳政忠於2023年1月底接獲該計劃後，立即從科技會報跨部會署科發基金中撥出超過兩億元的預算，目標是在2024年3月前完成繁體中文對話引擎TAIDE的開發，並建立人工智慧評測中心。

李育杰表示：
「我們或許無法立即與大型引擎抗衡，但擁有自己的對話引擎，至少能讓大家有選擇的空間。」
為了保護台灣的文化並加強自主技術的發展，台灣政府自2023年4月27日起推動「可信任生成式AI對話引擎」（Trustworthy AI Dialogue Engine, TAIDE），旨在促進台灣生成式AI的應用與產業發展，並提升其國際競爭力。
2023年12月，隸屬於數位發展部的台灣人工智慧評測中心正式成立並掛牌運作，TAIDE成為首個接受檢測的大型語言模型（LLM）。

## 歷史
2024年4月15日，國科會推動的可信任生成式AI發展先期計畫（簡稱TAIDE）團隊宣布釋出商用版TAIDE LX-7B模型及學研版TAIDE LX-13B模型。這兩款模型基於Meta的開源模型LLaMA 2，經由繁體中文及在地文本的蒐集與訓練開發而成。
TAIDE LX-7B和LX-13B在文章撰寫、信件撰寫、摘要生成、英中翻譯及中英翻譯等方面表現卓越，並具備多輪對話能力及阻斷不恰當回應的功能。此次模型的推出旨在協助台灣政府推動生成式AI技術的發展，提供更多元與多樣化的服務，並支持各領域快速導入生成式AI技術。
2024年4月29日，TAIDE開發團隊發佈了以Meta Llama 3為基礎訓練的「升級版」Llama 3-TAIDE-LX-8B-Chat-Alpha1模型，這是一款具台灣文化的大型繁體中文模型，並已完成基本測試。國科會主委吳政忠對於TAIDE團隊在僅4天內完成模型訓練，並迅速推出可商用版本，表示高度肯定。此舉旨在因應Meta最新釋出的Llama 3，以迅速回應外界的期待。

## 外部連結
- 下載 （页面存档备份，存于）
- 官方網站